# Bounkou Camara
Bounkou Camara oder Bonko Camara (* 6. Februar 1988) ist eine mauretanische Leichtathletin. Sie war 2008 Teilnehmerin der Olympischen Spiele.

## Leben
Camara nahm bei den Leichtathletik-Weltmeisterschaften 2007 in Osaka teil. Sie startete bei dem Wettbewerb 100-Meter-Lauf und schied in der Vorrunde beim Vorlauf 8 mit 13,93 Sekunden als letzte Läuferin des Rennens aus. Bei den Olympischen Spielen 2008 in Peking startete sie bei dem Wettbewerb 100 m (Frauen) und schied in der Vorrunde beim Vorlauf 3 mit 13,69 Sekunden als letzte Läuferin des Rennens aus. Bei den Leichtathletik-Weltmeisterschaften 2011 in Daegu (Südkorea) lief Camara beim 100-Meter-Lauf die Strecke in 14,05 Sekunden und schied in der Vorrunde aus und erreichte den Platz 34. In Maputo bei den Afrikaspielen 2011 lief sie die Strecke in 14,20 Sekunden und erlangte damit im Lauf den 9. Platz und schied in der Vorrunde aus. Danach beendete sie ihre Sportlerkarriere.

## Persönliche Bestleistungen
- 100-Meter-Lauf: 13,69 s (2008)